# Familia Valencia
Los Valencia son una familia colombiana de origen español, cuyo centro de negocios y actividad política y familiar es la ciudad caucana de Popayán. 
La familia Valencia desciende de Pedro de Valencia y Aranda, hidalgo español de ascendencia noble. Por sus orígenes nobiliarios, son de los pocos clanes familiares en Colombia que se pueden considerar como verdaderos aristócratas, El condado de Casa Valencia es un título nobiliario español, que desde 1884 goza de grandeza de España. Fue creado el 17 de noviembre de 1789 por el rey Carlos IV en favor de Francisco de Valencia y Sáenz del Pontón I conde de Casa Valencia, tesorero de la Casa de Moneda de Popayán, en el Nuevo Reino de Granada, e hijo de los neogranadinos Pedro Agustín de Valencia y Fernández del Castillo y Gerónima Rosa Sáenz del Pontón y Hurtado.
Los nexos de esta familia de Valencia se extiende del Bajo cauca hasta el departamento de Antioquia llegando desde Popayán en el último tercio del siglo pasado los señores don Francisco y don Eladio Valencia Delgado, hijos de don José Rafael de Valencia y de doña Concepción Delgado, pertenecientes a distinguidas familias payanesas. 
Contrajeron matrimonio en Medellín con doña Edelmira y doña Virginia Botero Pardo, -hijas de don José María Botero y de doña María Josefa Pardo (Mejia Arango, pag 457, 458). Entre sus miembros destacan un expresidente del país -Guillermo León-, y una senadora de la república, Paloma, nieta de Guillermo León, así como políticos, empresarios, escritores y hombres y mujeres de renombre en Colombia.
Cabe resaltar que la familia Valencia en Antioquia y el Eje Cafetero pertenecen a otro lineage, descendientes del capitán Juan Valencia (nacido alrededor de 1550) que empezó a figurar en Época de la conquista de Remedios, Antioquia. Tal lineage no tiene relación con la familia noble del Cauca. 

## Genealogía
- Pedro de Valencia y Aranda (1678-1740)ː Hidalgo español, casado con la neogranadina María Josefa Fernández, quien descendía de Francisco de Mosquera.
- Pedro Agustín de Valencia (1710-1788). Banquero granadino, fundador de la Casa de Moneda de Popayán. Padre de Francisco de Valencia.Pedro Agustín de Valencia, Fundador y Tesorero de la Real Casa de Moneda de Popayán, Colombia. Retrato al óleo en el Museo Nacional Guillermo Valencia.Santiago Arroyo y Valencia Óleo donado por sus descendientes en 1960 al Museo del 20 de Julio en la ciudad de Bogotá, Colombia

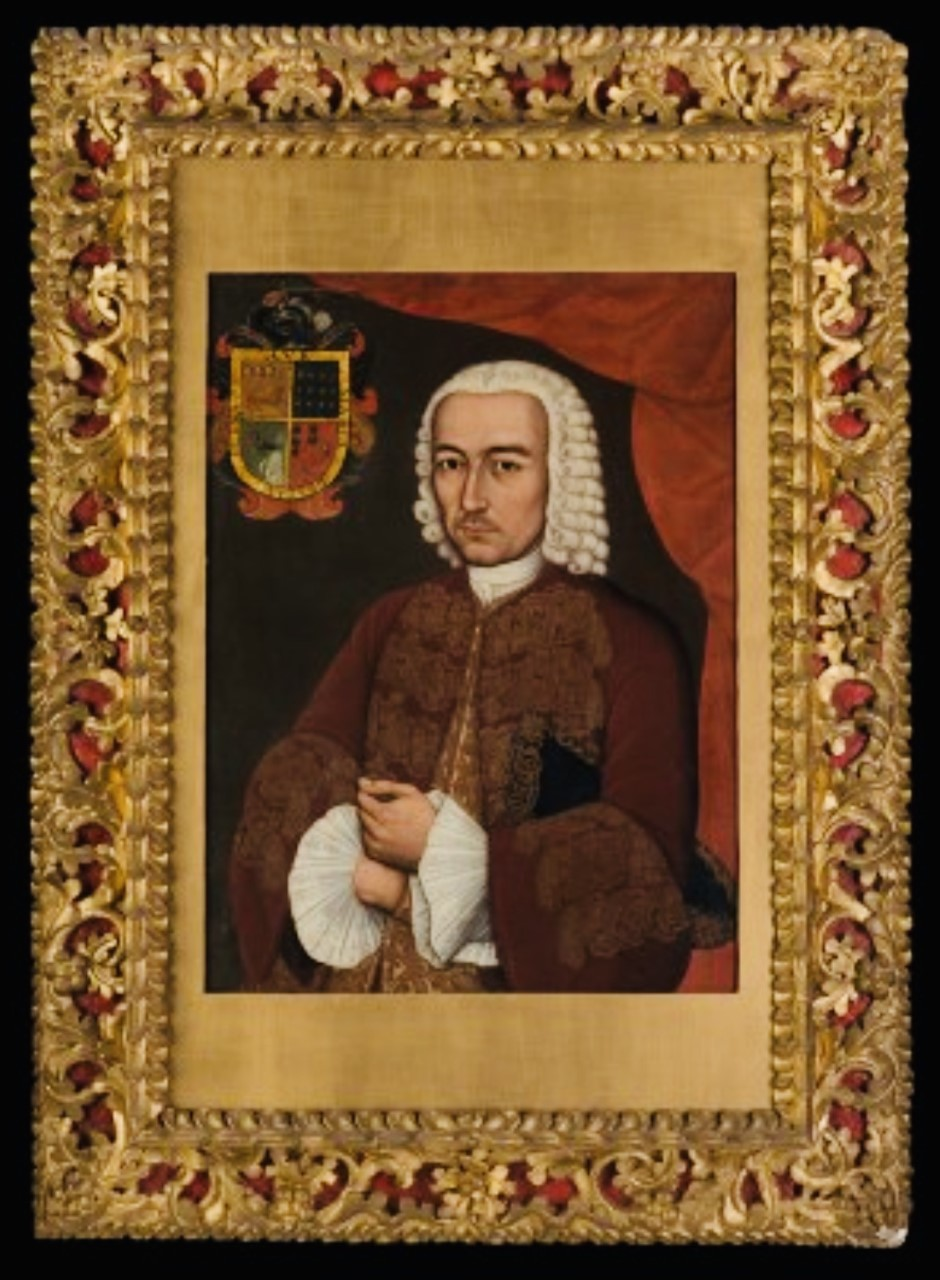
Pedro Agustín de Valencia, Fundador y Tesorero de la Real Casa de Moneda de Popayán, Colombia. Retrato al óleo en el Museo Nacional Guillermo Valencia.

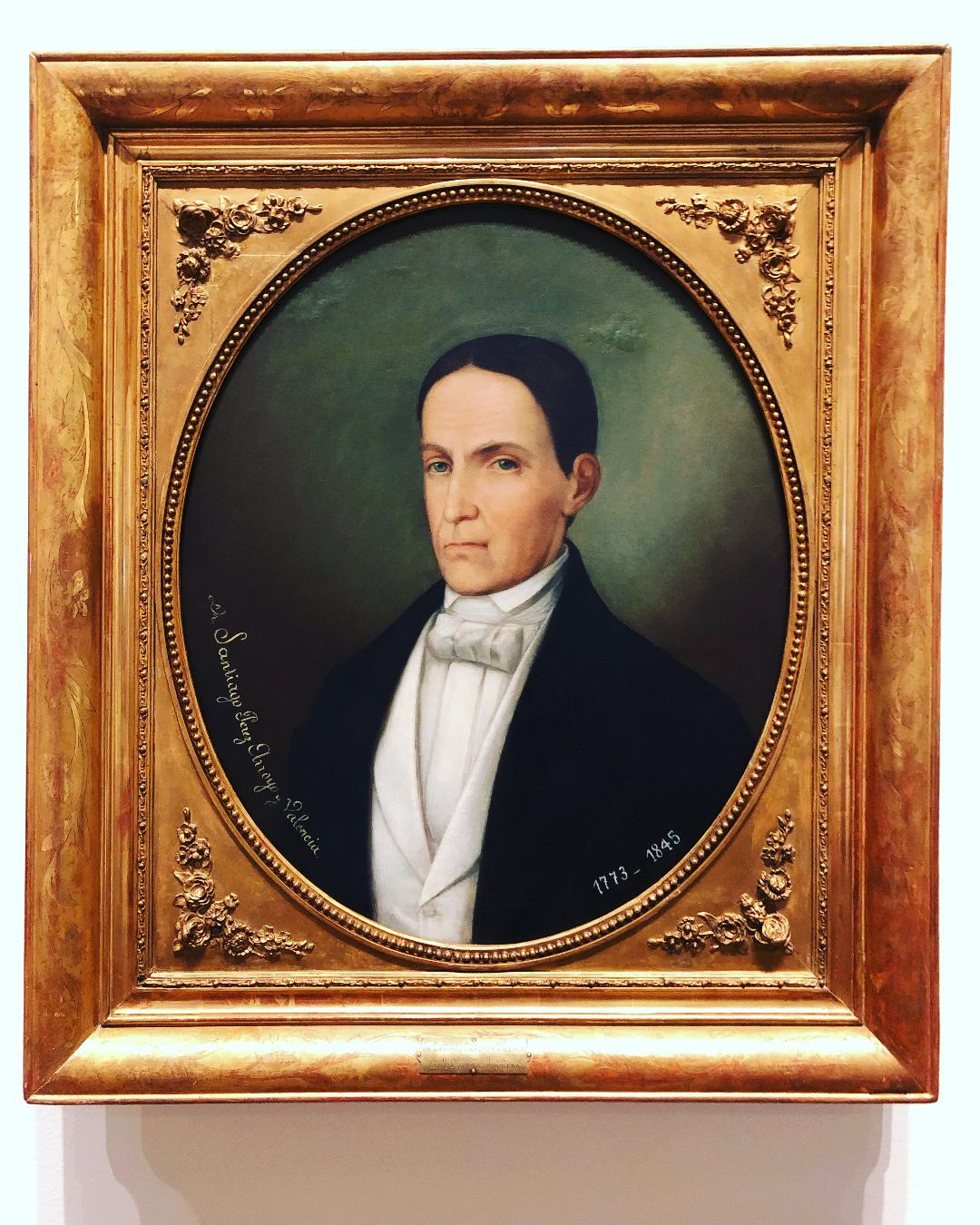
Santiago Arroyo y Valencia Óleo donado por sus descendientes en 1960 al Museo del 20 de Julio en la ciudad de Bogotá, Colombia

- José Francisco de Valencia y Sáenz del Pontón (1742-1806)ː Primer conde de Casa Valencia. Tío de Marcelino y Santiago Arroyo y Valencia.

- Pedro Felipe de Valencia y Codallos, (1767-1816) II conde de Casa Valencia, prócer y mártir de la Independencia de Colombia. Una cláusula en la concesión del título original hizo posible que le sucediese su hija:

- María Teresa de Valencia y Junco Pimentel (1809-1875), III condesa de Casa Valencia. Casó con Juan Antonio Alcalá Galiano y Bermúdez. Fue la última Valencia en regentar el condado y en ejercer poder (así fuese nominal) sobre la Casa de la Moneda antes de su clausura. Le sucedió su hijo:

- Emilio Alcalá-Galiano y Valencia (1831-1914), IV conde de Casa Valencia
- Marcelino (Pérez de) Arroyo y Valencia (1764-1833). Sacerdote y arquitecto granadino.
- Santiago Arroyo y Valencia (1773-1854). Prócer de la Independencia de la Nueva Granada.
- Joaquín Valencia Quijano (1784-?). Empresario colombiano. Padre de Guillermo Valencia Castillo.
- Guillermo Valencia Castillo (1873-1943). Político y poeta colombiano. Candidato a la presidencia por el Partido Conservador. Padre de Guillermo León, Álvaro Pío y Josefina Valencia.
- Guillermo León Valencia Muñoz (1909-1971). Político colombiano. Presidente de Colombia entre 1962 y 1966. Casado con Susana López y padre de Pedro Felipe, Diana, Alma e Ignacio Valencia López.
- Josefina Valencia Muñoz (1913-1991). Política y activista femenina. Ministra de Educación entre 1956 y 1957.
- Álvaro Pío Valencia Muñoz (1919-1998). Político y diplomático colombiano. Impulsor del marxismo en Colombia.
- Pedro Felipe Valencia López (1931-2000). Político, agrónomo y diplomático colombiano.
- Aurelio Iragorri Valencia (n. 1966). Político colombiano. Senador y Ministro de Colombia. Hijo del político Aurelio Iragorri Hormanza y de Diana Valencia López.
- Ignacio Valencia López (?)ː Político colombiano. Exsenador de la república. Casado con Dorotea Laserna, hija de Mario Laserna Pinzón fundador de la Universidad de los Andes.
- Pedro Agustín Valencia Laserna (?) Político y diplomático colombiano. Cónsul General de Colombia en Miami, Estados Unidos, durante el gobierno de Iván Duque.
- Cayetana Valencia Laserna (?): Esposa del periodista Juan Carlos Pastrana, hijo de Misael Pastrana y hermano de Andrés Pastrana.
- Paloma Valencia Laserna (n. 1978)ː Política, escritora y periodista colombiana de la Universidad de los Andes (fundada por su abuelo Mario Laserna). Está casada con el médico colombiano Tomás Rodríguez Barraquer, hijo de la doctora colombiana Carmen Barraquer Coll, nieto del médico español José Barraquer, fundador de la Clínica Barraquer, y biznieto del oftalmólogo español Ignacio Barraquer.

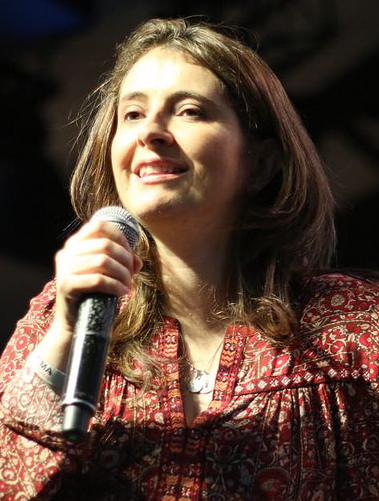
Paloma Valencia Laserna Senadora de la República de Colombia

### Presidentes de Colombia
| Imagen | Información                                                   | Inicio              | Final               |
| ------ | ------------------------------------------------------------- | ------------------- | ------------------- |
|        | Guillermo León Valencia Muñóz(1909-1971)                      | 7 de agosto de 1962 | 7 de agosto de 1966 |
|        | Andrés Pastrana Arango (n. 1954) Concuñado de Paloma Valencia | 7 de agosto de 1998 | 7 de agosto de 2002 |